# Johan Ludvig Boije
Johan Ludvig Johansson Boije af Gennäs, född 24 maj 1768 i Ödeshögs församling, Östergötlands län, död 20 oktober 1841 i Marbäcks församling, Jönköpings län, var en svensk friherre, jurist och riksdagsman. Han var sonson till Erich Gustaf Boije.
Boije blev hovrättsauskultant 1785, förste expeditionssekreterare 1798 och revisionssekreterare 1802. Vid riksdagen 1789 tillhörde han rojalisterna. Under riksdagarna 1812 och 1815 tilldrog han sig uppmärksamhet som medlem av oppositionen på riddarhuset.
Före och under riksdagen 1815 gav Bojie ut ett par skrifter om penningnöden och om nyttan av opposition, vilka, troligen på kronprinsens anmodan, besvarades av den bekante Grevesmöhlen i ett par skarpa broschyrer.
Vid 1815 års riksdag väcktes åtskilliga förslag att inskränka judarnas rättigheter, och till de ivrigaste judemotståndarna hörde Boije, som i likhet med riksdagsmannen i borgareståndet Stabeck föreslog att de judar som ej ville ingå på ett nytt reglemente, skulle förvisas ur riket och att en tredjedel av deras egendom skulle konfiskeras.
När så Boije på riddarhuset talat för inskränkningar i judarnas rättigheter, bemötte Grevesmöhlen honom åter i häftiga skrifter, och då Boije häremot försvarade sig i starkt personlig ton, utslungade Grevesmöhlen smädeskriften Likbegängelse efter baron L. J:son Boijes moraliska stoft, vilken hade till ändamål att göra honom omöjlig såsom offentlig man genom att blotta felen i hans enskilda liv. Anfallets grovhet gjorde dock, att den angripne vann allmänhetens sympatier.
Boije lät anställa rättegång mot Grevesmöhlen. Denne blev förklarad ärelös och biltog, men Boije själv dömdes för "ohöviskt skrivsätt" till ett års fängelse på Vaxholm. Sedan han återfått friheten, blev han förklarad tjänstledig, men fick bibehålla sin lön.
Boije uppträdde därefter vid riksdagarna som regeringens trogne anhängare och försvarare. Hans kvickhet i debatten och hans fyndighet i svar gjorde "nötknäpparen" till en ganska bemärkt personlighet i de rojalistiska och konservativa leden. Bland annat uppträdde han med skärpa emot lagkommitténs reformvänliga förslag och insattes av regeringen efter riksdagen 1834–35 i den så kallade "tablåkommittén", som skulle uppställa jämförelsetablåer mellan den gamla lagen och lagförslaget; men det visade sig, att han inte kunde samarbeta med de båda övriga ledamöterna, varför han särskilt utgav sina jämförelsetablåer, som ansågs obrukbara.
Då Karl XIV Johan – emot statsrådets enhälliga avstyrkande – 1841 insatte honom i den av riksdagen begärda lagberedningen, vägrade först den gamla lagkommitténs ledamöter (Richert och Staaff) att däri ingå liksom samtliga de samtidigt med honom kallade, och det visade sig icke möjligt att få lagberedningen fulltalig förrän han avlidit, sommaren 1841. Av Boije är det bekanta slagordet, då man förebrådde honom ombyte av åsikter: "Jag tackar Gud att jag blir klokare med hvar dag".